# Koine
Die Koiné (von altgriechisch ἡ κοινὴ διάλεκτος hē koinḕ diálektos, „der allgemeine Dialekt“, Betonung auf der zweiten Silbe) ist jene Sprachstufe der griechischen Sprache, die als überregionale Gemeinsprache vom Hellenismus bis in die römische Kaiserzeit (etwa 300 v. Chr. bis 600 n. Chr.) entstand. Es handelt sich um die in nachklassischer Zeit gebräuchliche Form des Altgriechischen. Manchmal wird das spätantike Griechisch (ca. 300–600 n. Chr.) dabei nicht mehr zur Koiné gezählt.
Die zeitgenössische griechische Bezeichnung ἡ κοινὴ [διάλεκτος] hē koinḕ [diálektos] bedeutet „der allgemeine Dialekt“. Die zeitgenössische Aussprache entwickelte sich von [koi̯ˈnɛː] über [kyːˈnɛː] zu [kyˈni]. Neugriechisch wird das Wort als Kiní [ciˈni] ([kʲiˈni]) ausgesprochen.
In der heutigen Sprachwissenschaft wird als „Koiné“ auch jeder Dialekt bezeichnet, der in einer Sprachgemeinschaft als überregionaler Standard akzeptiert ist (vgl. Verkehrssprache und Koinesprache). 
Die wirkmächtigsten in der Koiné verfassten Texte sind die Schriften des Neuen Testaments. Eine starke Verbreitung hatte auch die griechische Übersetzung des Alten Testaments. Das hier verwendete Bibelgriechisch weist einige Eigenarten auf.

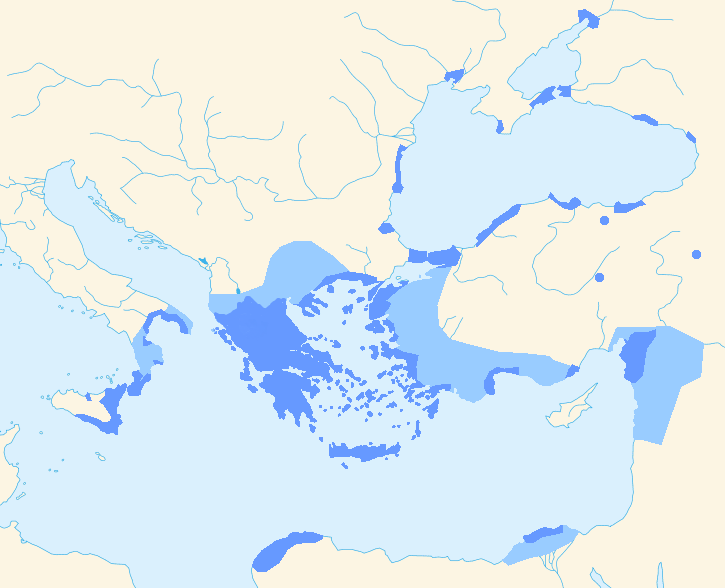
Griechischsprachige Gebiete in der hellenistischen Zeit im engeren Bereich des östlichen Mittelmeeres (323 bis 31 v. Chr.).
Territorien, in denen bereits vor 323 Griechisch gesprochen wurde
Territorien, die von 323 bis 31 v. Chr. intensiv hellenisiert wurden (siehe auch Geschichte des Hellenismus)

## Entwicklung
Griechisch war über Jahrhunderte die wichtigste Verkehrssprache im östlichen Mittelmeerraum, und auch im lateinischen Westen war die Sprache weit verbreitet. 
Das Koine-Griechisch (neugriechisch Ελληνιστική Κοινή Ellinistikí Kiní, ‚Hellenistische Gemeinsprache‘) entstand durch die Vermischung der einzelnen griechischen Dialekte (Attisch, Dorisch, Ionisch, Äolisch) während der mehrere Jahre dauernden Feldzüge Alexanders des Großen, dessen Heer sich aus Makedonen und Griechen – mit der Ausnahme der Lakedaimonier – rekrutierte. Aufgrund der großen politischen und kulturellen Bedeutung Athens im 5. und 4. Jahrhundert v. Chr. war die Grundlage der Koine das Attische.
Die große territoriale Ausdehnung der hellenistischen Monarchien, die Alexanders Erbe antraten, machte das Griechische zur allgemeinen Verkehrssprache auf der Balkanhalbinsel und in Kleinasien sowie in Syrien und Palästina bis nach Ägypten (Ptolemäer-Dynastie); weiter östlich fungierte Griechisch bis nach Vorderindien zumindest als Herrschafts- und Verwaltungssprache. Die Bedeutung des Koine-Griechischen in Vorderasien und Ägypten verblasste selbst mit der Verbreitung des Lateinischen durch die Römer nicht, und in Ostrom wurde es um 630 zur alleinigen Amtssprache. Damit bildete die Koine die Grundlage für das Griechische des Mittelalters und der Neuzeit.
Isidor von Sevilla betrachtete die Koine am Ende der Antike als den fünften griechischen Dialekt neben Attisch, Dorisch, Ionisch und Äolisch (Etym. 9,1,4 f.). Die Koine wird heute zum Altgriechischen gerechnet, unterscheidet sich aber recht deutlich vom klassischen Griechisch eines Sophokles oder Platon und ganz wesentlich von der Sprache Homers, unter anderem durch Vereinfachungen in der Grammatik und im Lautbestand. Die moderne Kunstsprache Katharevousa baut mehr auf der Koine als auf dem klassischen Attisch auf.

## Griechisch in der Bibel
Die Schriften des Neuen Testaments der Bibel sind in der neutestamentlichen Variante der ‚Koine‘ verfasst, der allgemeinen (von allen gesprochenen) Sprache. Die Septuaginta ist die in neutestamentlicher Zeit verbreitete Koine-Übersetzung des Alten Testaments und Quelle der meisten alttestamentlichen Zitate im Neuen Testament. Sie ermöglicht Sprachwissenschaftlern Einblicke, wie die jüdischen Gelehrten der letzten vorchristlichen Jahrhunderte das Hebräische des Tanach (bzw. des Alten Testaments) verstanden haben. Dabei kann beobachtet werden, dass die griechische Übersetzung äußerst präzise und durchdacht angelegt wurde. Allerdings ist diese Übersetzung alles andere als wörtlich konkordant und enthält einige Fehlinterpretationen und Missverständnisse.
In Palästina gab es seit dem Hellenismus auch griechische Städte; gerade die gebildete Oberschicht bediente sich des Griechischen, während im einfachen Volk meist Aramäisch gesprochen wurde. Ein neutestamentliches Zeugnis für die griechischen Siedlungen ist die Erwähnung des als Dekapolis (griech. δέκα déka ‚zehn‘ und πόλις pólis ‚Stadt‘) bezeichneten Bundes griechischer Koloniestädte im Nordosten Palästinas.
Zudem heißt es im Evangelium nach Johannes 19,19–20 , dass bei der Hinrichtung Jesu die Tafel mit der Inschrift „Jesus von Nazaret, der König der Juden“ in den drei Sprachen Hebräisch, Lateinisch und Griechisch abgefasst gewesen sei, was die Verbreitung des Griechischen als Verkehrssprache illustriert. Die Ausbreitung der neuen Religion wurde durch sie sehr erleichtert: Indem die Evangelien (εὐαγγέλιον euangelion „gute Nachricht“, „frohe Botschaft“) auf Griechisch verfasst wurden, konnte sich das Christentum rasch in der städtischen Bevölkerung im ganzen östlichen Mittelmeerraum verbreiten (auf dem Land sprach man meist andere, lokale Sprachen (vergleiche Sprachen im Römischen Reich), weshalb sich die neue Religion hier langsamer verbreitete).
| Buchstabe | Griechische Typografie | Umschrift    | IPA             |
| --------- | ---------------------- | ------------ | --------------- |
| Alpha     | α                      | a            | /a/             |
| Beta      | β                      | b            | /b/ ([b, β])    |
| Gamma     | γ                      | g            | /ɣ/ ([ɣ, g, ʝ]) |
| Delta     | δ                      | d            | /d/             |
| Epsilon   | ε                      | e            | /e/             |
| Zeta      | ζ                      | z            | /z/             |
| Eta       | η                      | ē            | /e̝/             |
| Theta     | θ                      | th           | /tʰ/            |
| Iota      | ι                      | i            | /i/ ([i, j])    |
| Kappa     | κ                      | k            | /k/ ([k, g])    |
| Lambda    | λ                      | l            | /l/             |
| Mu        | μ                      | m            | /m/             |
| Nu        | ν                      | n            | /n/ ([n, m])    |
| Xi        | ξ                      | x            | /ks/            |
| Omicron   | ο                      | o            | /o/             |
| Pi        | π                      | p            | /p/ ([p, b])    |
| Rho       | ρ                      | r            | /r/             |
| Sigma     | σ (-σ-/-σσ-)           | s (-s-/-ss-) | /s/ ([s, z])    |
| Tau       | τ                      | t            | /t/ ([t, d])    |
| Upsilon   | υ                      | y            | /y/             |
| Phi       | φ                      | ph           | /pʰ/            |
| Chi       | χ                      | ch           | /kʰ/            |
| Psi       | ψ                      | ps           | /ps/            |
| Omega     | ω                      | ō            | /o/             |
| .         | αι                     | ai           | /e/             |
| .         | ει                     | ei           | /i/ ([i, j])    |
| .         | οι                     | oi           | /y/             |
| .         | υι                     | yi           | /yi/ (or /y/)   |
| .         | αυ                     | au           | [aɸʷ, aβʷ]      |
| .         | ευ                     | eu           | [eɸʷ, eβʷ]      |
| .         | ου                     | ou           | /u/             |
| .         | αι (ᾳ)                 | āi           | /a/             |
| .         | ηι (ῃ)                 | ēi           | /i/             |
| .         | ωι (ῳ)                 | ōi           | /o/             |
| .         | ῾                      | h            | (/h/)           |

## Weitere Verwendung des Begriffs Koine
In Anlehnung an die Bedeutung der Koine in Griechenland wird dieser Begriff auch ganz allgemein auf Sprachen angewendet, die sich in einem von Dialekten geprägten Bereich als gemeinsame Verkehrssprache herausgebildet haben. In diesem Sinne kann man auch Hochdeutsch als eine Koine ansehen, die als überregionale Verkehrssprache im deutschen Sprachgebiet verwendet wird, ohne bisher die vielen Dialekte und Regiolekte ganz verdrängt zu haben. Aus dieser Perspektive wird ein Dialekt als Vorstufe der (entstehenden) Standardsprache aufgefasst. So wie im Beispiel der ‚Koine‘ die griechischen Dialekte (Attisch, Ionisch, Dorisch usw.) Vorstufen der Koine waren, welche dann zur weiträumigen Verkehrs- und Handelssprache wurde, so sind auch die verschiedenen deutschen (und anderen europäischen) ‚Dialekte‘ Vorstufen der späteren (deutschen bzw. europäischen) Hochsprache.

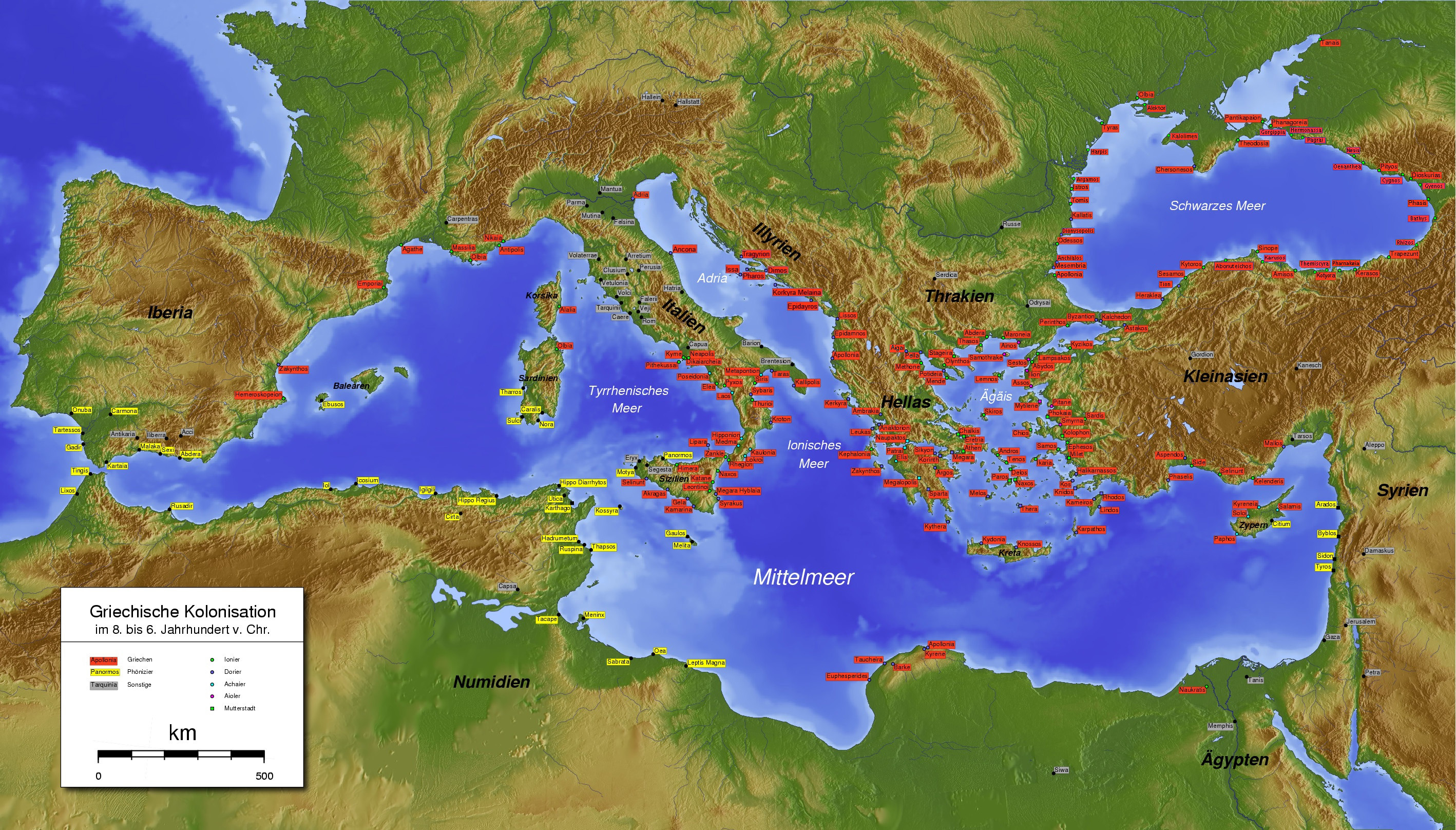
Orangefarben: griechische Handelszentren. Die griechische und phönizische Kolonisation; im 8. bis 6. Jahrhundert v. Chr.
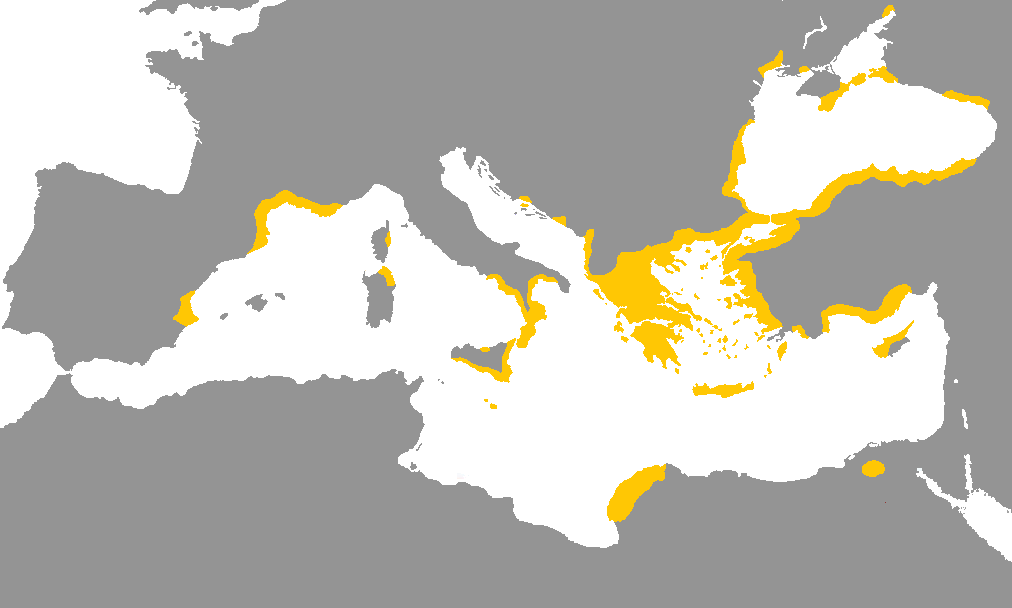
Gelbfarben: Griechischsprachige Gebiete oder Regionen mit einer großen Zahl griechisch-sprechender Personen im gesamten mediterranen Raum.